# Notomulciber sumatrensis
Notomulciber sumatrensis är en skalbaggsart som först beskrevs av Schwarzer 1930.  Notomulciber sumatrensis ingår i släktet Notomulciber och familjen långhorningar. Inga underarter finns listade i Catalogue of Life.